# Andrew Souksavath Nouane Asa
Andrew Souksavath Nouane Asa (* 5. August 1972 in Pakse, Laos) ist ein laotischer römisch-katholischer Geistlicher und Apostolischer Vikar von Paksé.

## Leben
Andrew Souksavath Nouane Asa besuchte von 1988 bis 1991 das Knabenseminar seiner Heimatstadt ein und studierte anschließend von 1992 bis 1996 an der Pedagogical University of Vientiane mit dem Abschluss als Englischlehrer. Seine Priesterausbildung absolvierte er in Kanada, wo er von 1998 bis 2002 Philosophie am Priesterseminar Christ the King in British Columbia und von 2002 bis 2005 Theologie am St. Joseph Seminary in Edmonton studierte. Am 27. Dezember 2006 empfing er durch Bischof Louis-Marie Ling Mangkhanekhoun in Khampeng in der Provinz Champasak das Sakrament der Priesterweihe für das Apostolische Vikariat Paksé.
Von 2007 bis 2012 war er Jugendseelsorger des Apostolischen Vikariats. Bis 2009 war er daneben verantwortlicher Seelsorger für 10 Missionsstationen. Von 2008 bis 2010 studierte er zudem Dogmatik an der St. Vincent School of Theology der Adamson University in Manila. Nach der Rückkehr in die Heimat war er bis 2017 verantwortlicher Seelsorger für 12 Missionsstationen und bis 2012 auch Gastprofessor am St. Jean-Marie Vianney in Savannakhet. Ab 2017 war er Apostolischer Administrator des vakanten Apostolischen Vikariats Paksé und außerdem verantwortlicher Seelsorger für 10 Missionsstationen.
Papst Franziskus ernannte ihn am 31. Mai 2022 zum Apostolischen Vikar von Paksé. Der Apostolische Vikar von Vientiane, Louis-Marie Ling Kardinal Mangkhanekhoun, spendete ihm am 15. August desselben Jahres vor der Josefskirche in Khampeng die Bischofsweihe. Mitkonsekratoren waren der scheidende Apostolische Delegat in Laos, Erzbischof Paul Tschang In-Nam, und der Apostolische Vikar von Savannakhet, Jean Marie Prida Inthirath.